# 司馬虓
司馬 虓（しば こう、270年 - 306年）は、西晋の皇族。字は武会。司馬懿の四弟の司馬馗の子の范陽王司馬綏の子。

## 生涯
咸寧5年（279年）、父の司馬綏が死ぬと後を継いで范陽王に封じられた。
幼い頃より学問を好み、名声を博していた。経典の考察に励み、言論を善く行って清晰・明弁であり、司馬睿・司馬模と共に高く評価されていた。やがて宗室であったことから散騎常侍を拝命し、後に尚書に昇進した。
その後、安南将軍・都督豫州諸軍事に任じられて持節を与えられ、許昌に出鎮した。さらに位が進んで征南将軍に任じられた。
太安元年（302年）12月、河間王司馬顒が斉王司馬冏打倒を掲げて決起すると、司馬虓はこれに呼応した。司馬冏が敗死すると、司馬虓は司徒左長史劉琨を招集して司馬とした。
太安2年（303年）、蛮族の張昌が江夏で挙兵すると、荊州刺史劉弘が討伐に当たったが、張昌から攻撃を受けて梁城に撤退した。司馬虓は荊州占領を目論んでいたので、劉弘が退いたのを知ると、元長水校尉張奕を荊州刺史に任じた。劉弘が荊州に帰還すると、張奕は兵を派遣して劉弘の進軍を拒んだが、敗北して斬られた。
永安元年（304年）8月、北軍中候苟晞が許昌へ出奔して来ると、司馬虓は承制（皇帝に代わって諸侯や守相を任命する事）して苟晞を兗州刺史に任じた。
同月、都督幽州諸軍事王浚と東嬴公司馬騰は朝政を専断していた皇太弟司馬穎討伐を掲げて決起すると、司馬穎は鄴を放棄して恵帝を連れて洛陽へ逃走した。10月、司馬虓は都督徐州諸軍事・東平王司馬楙・鎮東将軍周馥らと共に上書して司馬穎の廃太弟を勧めた。11月、河間王司馬顒配下の張方は恵帝を連れ去って長安への遷都を強行した。
永興2年（305年）7月、司馬越が司馬顒と張方の討伐を掲げて州郡に檄文を送ると、司馬虓はこれに呼応して都督幽州諸軍事王浚・平昌公司馬模・長史馮嵩らと盟約を交わし、共同で司馬越を盟主に推戴した。司馬虓は兵を興すと、許昌を出て滎陽に進軍した。
同時期、司馬穎の旧将公師藩は、司馬穎復権を掲げて趙・魏の地で挙兵すると、河北の民はこれに呼応した。司馬虓は配下の苟晞に鄴城の救援を命じると、苟晞は広平郡太守丁紹と共に公師藩を撃破した。
8月、司馬越は承制（皇帝に代わって諸侯や守相を任命する事）を行って豫州刺史劉喬を安北将軍・冀州刺史に移らせ、代わって司馬虓に豫州刺史を兼任させ、さらに都督河北諸軍事・驃騎将軍に任じて持節を与えた。これらは全て司馬越の独断で任じたものであったので、劉喬はこれを受け入れず、兵を挙げて許昌を攻撃した。
この頃、東平王司馬楙は兗州で重税を課して郡県を圧迫していた。その為、司馬虓は苟晞に兗州刺史を代わらせ、司馬楙には青州を治めさせた。しかし、司馬楙はこれに反発し、劉喬と結託して司馬越・司馬虓と対立した。
10月、劉喬は許昌を攻略すると、司馬虓は劉輿・劉琨と共に河北へ逃走した。12月、劉琨は冀州刺史温羨を説得し、司馬虓へ刺史の位を譲ってもらった。これにより司馬虓は冀州を領有すると、劉琨を幽州に派遣し、都督幽州諸軍事王浚へ兵を分けてもらうよう請うた。王浚はこれを容れ、突騎八百を与えた。
司馬虓は劉琨に幽州突騎を与えて河橋を攻撃させ、司馬顒配下の王闡を討った。さらに、劉琨と共に騎兵五千を率いて再び黄河を渡ると、司馬顒配下の大将石超を撃破してその首級を挙げ、さらに劉喬を南へ退却させた。また、劉琨と督護田徽に命じて廩丘に進軍させると東平王司馬楙を破った。劉琨は兵を分けて許昌を制圧し、さらに司馬越と合流すると譙で劉喬の子の劉祐を破ってその首級を挙げた。これにより劉喬の軍勢は散亡した。
光熙元年（306年）、司馬虓は恵帝を奪還する為、司馬越と共に関中へ軍を派遣すると、司馬顒は敗北して逃走した。8月、恵帝が無事洛陽へ帰還すると、司馬虓は功績により司空に任じられ、鄴城を鎮守した。
9月、逃走を続けていた司馬穎が頓丘郡太守馮嵩により捕らえられ、鄴城に送られた。だが、司馬穎は河北において未だに人望が有ったので司馬虓は殺すことが出来ずに幽閉した。10月、司馬虓は急死した。享年37であった。
子は無かったので司馬模の子の司馬黎が世継ぎとなったが、司馬黎は永嘉5年（311年）に漢（後の前趙）の侵攻を受け、父と共に長安で殺害された。